# Pseudoruttenia
Pseudoruttenia es un género de foraminífero bentónico de la familia Glabratellidae, de la superfamilia Glabratelloidea, del suborden Rotaliina y del orden Rotaliida. Su especie tipo es Pseudoruttenia diadematoides. Su rango cronoestratigráfico abarca el Ypresiense (Eoceno inferior).

## Clasificación
Pseudoruttenia incluye a la siguiente especie:
- Pseudoruttenia diadematoides